# Rhamphomyia uralensis
Rhamphomyia uralensis är en tvåvingeart som beskrevs av Becker 1915. Rhamphomyia uralensis ingår i släktet Rhamphomyia och familjen dansflugor. Inga underarter finns listade i Catalogue of Life.